# Pardosa buriatica
Pardosa buriatica är en spindelart som beskrevs av Sternbergs 1979. Pardosa buriatica ingår i släktet Pardosa och familjen vargspindlar. Inga underarter finns listade i Catalogue of Life.